# Trust (série télévisée)
Pour les articles homonymes, voir Trust.
Trust est une série télévisée britannique en six épisodes de 50 minutes, créée par Simon Block et diffusée entre le 9 janvier et le 13 février 2003 sur BBC One. En France, la série a été diffusée à partir du 7 août 2005 sur Jimmy.

## Synopsis
Cette série met en scène le quotidien des avocats du prestigieux cabinet Cooper-Fozzard installé au cœur de la City de Londres et dirigé par le brillant Stephen Bradley. Ce dernier, travailleur acharné, a bien du mal à concilier sa carrière et sa vie de famille...

## Distribution
- Robson Green : Stephen Bradley
- Sarah Parish : Annie Naylor
- Neil Stuke : Martin Greig
- Chiwetel Ejiofor : Ashley Carter
- Eva Birthistle : Maria Acklam
- Ian McShane : Alan Cooper-Fozzard
- Julie Saunders : Serene Green
- Sara Houghton : Melissa Chang
- Nicholas Sidi : Sammy Samuelson
- Dugald Bruce Lockhart : Dougie Baker

## Épisodes
1. Affaire de famille (Episode 1)
2. Des choix douloureux (Episode 2)
3. Incertitudes (Episode 3)
4. Une Américaine à Londres (Episode 4)
5. Rupture (Episode 5)
6. Fin de partie (Episode 6)